# Lugowskoje (Kaliningrad)
Lugowskoje (russisch Луговское, deutsch Lobitten) ist ein Ort in der russischen Oblast Kaliningrad. Er gehört zur kommunalen Selbstverwaltungseinheit Stadtkreis Selenogradsk im Rajon Selenogradsk.

## Geographische Lage
Lugowskoje liegt im Nordosten des Rajon Selenogradsk und ist 22 Kilometer von der Oblasthauptstadt Kaliningrad (Königsberg) entfernt. Der Ort liegt an der Kommunalstraße 27K-303 von Nekrassowo Liska-Schaaken nach Chrabrowo (Powunden). Im Ort zweigt die Kommunalstraße 27K-211 nach Sosnowka (Bledau) ab. Ein Bahnanschluss besteht nicht.

## Geschichte
Das im Jahre 1354 gegründete und bis 1946 Lobitten genannte Dorf wurde am 30. April 1874 Amtssitz und namensgebender Ort für den neuerrichteten Amtsbezirk Lobitten. Er gehörte bis 1939 zum Landkreis Königsberg (Preußen), von 1939 bis 1945 zum Landkreis Samland im Regierungsbezirk Königsberg der preußischen Provinz Ostpreußen.
Infolge des Zweiten Weltkrieges kam Lobitten als Ort im nördlichen Ostpreußen zur Sowjetunion. Der Ort erhielt im Jahr 1947 die russische Bezeichnung „Lugowskoje“ und wurde gleichzeitig dem Dorfsowjet Nowoselski selski Sowet im Rajon Gurjewsk zugeordnet. Später gelangte der Ort in den Muromski selski Sowet im Rajon Selenogradsk. Von 2005 bis 2015 gehörte Lugowskoje zur Landgemeinde Kowrowskoje selskoje posselenije und seither zum Stadtkreis Selenogradsk.

### Einwohnerentwicklung
| Jahr | Einwohner |
| ---- | --------- |
| 1910 | 147       |
| 1933 | 146       |
| 1939 | 171       |
| 2002 | 410       |
| 2010 | 412       |

### Amtsbezirk Lobitten (1874–1945)
Zu dem am 30. April 1874 neu errichteten Amtsbezirk Lobitten gehörten anfangs acht Landgemeinden:
| Deutscher Name | Russischer Name             | Bemerkungen                                     |
| -------------- | --------------------------- | ----------------------------------------------- |
| Dorben         | Gussewo, später: Karjernoje |                                                 |
| Gunthenen      | Priwolnoje                  | 1939 nach Korreynen eingegliedert               |
| Korreynen      | Dubrawa, jetzt: Chrabrowo   |                                                 |
| Lobitten       | Lugowskoje                  |                                                 |
| Neufitte       |                             | 1928 in die Landgemeinde Dorben eingegliedert   |
| Plöstwehnen    | Irkutskoje                  | 1934 in die Landgemeinde Willkeim eingegliedert |
| Stombeck       | Rybnoje                     | 1934 in die Landgemeinde Willkeim eingegliedert |
| Willkeim       | Nowoselskoje                |                                                 |

Am 1. Januar 1945 bildeten nur noch die vier Gemeinden Dorben, Korreynen, Lobitten und Willkeim den Amtsbezirk Lobitten.

## Kirche
Die Lobittener Bevölkerung war vor 1945 überwiegend evangelischer Konfession und in das Kirchspiel der Kirche Powunden (heute russisch: Chrabrowo) eingepfarrt. Es lag im Kirchenkreis Königsberg-Land II in der Kirchenprovinz Ostpreußen der Kirche der Altpreußischen Union. Heute liegt Lugowskoje im Einzugsbereich zweier evangelisch-lutherischer Gemeinden: Marschalskoje (Gallgarben) im Osten und Selenogradsk (Cranz) im Westen. Beides sind Filialgemeinden der Auferstehungskirche in Kaliningrad (Königsberg) in der Propstei Kaliningrad der Evangelisch-lutherischen Kirche Europäisches Russland.